# Педерсен, Ингольф
Карл Ингольф Педерсен (норв. Karl Ingolf «Skruen» Pedersen, 7 декабря 1890, Шиен, Норвегия — 2 января1964, там же) — норвежский спортсмен, в том числе и футболист, игрок национальной сборной, играл на позиции вратаря.

## Биография
Играл за «Одд» (Шиен), с которым неоднократно завоевывал Кубок Норвегии. В 1912-17 годах провел 19 игр в составе сборной Норвегии, участник футбольного турнира Олимпийских игр 1912.
В 1912 году стоял на воротах сборной Норвегии в матче против сборной Российской Империи
Из тех матчей сборной, в которых принимал участие Ингольф Педерсен, национальная команда играла, как правило, не удачно, а последнюю игру с ним на воротах Норвегия проиграла Дании в Копенгагене со счетом 0:12. Это поражение до сих пор остается самой крупной в истории национальной сборной Норвегии по футболу.
Работал пекарем. Невысокий Педерсен был всесторонне развитым спортсменом и принимал участие в турнирах по различным видам спорта, среди которых легкая атлетика, гимнастика, бокс, академическая гребля, конькобежный спорт и хоккей с мячом.

## Статистика

### Матчи Педерсена за сборную Норвегии
| Матчи Педерсена за сборную Норвегии | Матчи Педерсена за сборную Норвегии | Матчи Педерсена за сборную Норвегии | Матчи Педерсена за сборную Норвегии | Матчи Педерсена за сборную Норвегии | Матчи Педерсена за сборную Норвегии |
| ----------------------------------- | ----------------------------------- | ----------------------------------- | ----------------------------------- | ----------------------------------- | ----------------------------------- |
| №                                   | Дата                                | Соперник                            | Счёт                                | Пропущено голов                     | Соревнование                        |
| 1                                   | 16 июня 1912                        | Швеция                              | 1:2                                 | 2                                   | Товарищеский матч                   |
| 2                                   | 23 июня 1912                        | Венгрия                             | 0:6                                 | 6                                   | Товарищеский матч                   |
| 3                                   | 30 июня 1912                        | Дания                               | 0:7                                 | 7                                   | Олимпийские игры 1912               |
| 4                                   | 1 июля 1912                         | Австрия                             | 0:1                                 | 1                                   | Олимпийские игры 1912               |
| 5                                   | 26 октября 1913                     | Швеция                              | 1:1                                 | 1                                   | Товарищеский матч                   |
| 6                                   | 28 июня 1914                        | Швеция                              | 0:1                                 | 1                                   | Товарищеский матч                   |
| 7                                   | 12 июля 1914                        | Российская империя                  | 1:1                                 | 1                                   | Товарищеский матч                   |
| 8                                   | 27 июня 1915                        | Швеция                              | 1:1                                 | 1                                   | Товарищеский матч                   |
| 9                                   | 19 сентября 1915                    | Дания                               | 1:8                                 | 8                                   | Товарищеский матч                   |
| 10                                  | 24 октября 1915                     | Швеция                              | 2:5                                 | 5                                   | Товарищеский матч                   |
| 11                                  | 25 июня 1916                        | Дания                               | 0:2                                 | 2                                   | Товарищеский матч                   |
| 12                                  | 2 июля 1916                         | Швеция                              | 0:6                                 | 6                                   | Товарищеский матч                   |
| 13                                  | 3 сентября 1916                     | США                                 | 1:1                                 | 1                                   | Товарищеский матч                   |
| 14                                  | 1 октября 1916                      | Швеция                              | 0:0                                 | —                                   | Товарищеский матч                   |
| 15                                  | 15 октября 1916                     | Дания                               | 0:8                                 | 8                                   | Товарищеский матч                   |
| 16                                  | 17 июня 1917                        | Дания                               | 1:2                                 | 2                                   | Товарищеский матч                   |
| 17                                  | 19 августа 1917                     | Швеция                              | 3:3                                 | 3                                   | Товарищеский матч                   |
| 18                                  | 16 сентября 1917                    | Швеция                              | 0:2                                 | 2                                   | Товарищеский матч                   |
| 19                                  | 7 октября 1917                      | Дания                               | 0:12                                | 1                                   | Товарищеский матч                   |

Итого: 19 матчей / пропущено 58 голов; 0 побед, 6 ничьих, 13 поражений.

## Достижения
- Кубок Норвегии:
  - Обладатель (5): 1913, 1915, 1919, 1922, 1924
  - Финалист (2): 1910, 1921